# 1315
سنة 1315 كانت سنة بسيطة تبدأ يوم الأربعاء (الرابط يظهر نموذج التقويم الكامل للسنة) من التقويم اليولياني.

## مواليد
- أبو عبد الله محمد الرابع
- ابن القاصح
- الإمبراطورة كي
- خايمي الثالث ملك مايوركا ملك مايوركا

## وفيات
- رامون لول.
- ركن الدين الأستراباذي.